# Anime nere (antologia)
Anime nere è un'antologia del 2007 curata da Alan D. Altieri che raccoglie 18 racconti che spaziano dal genere noir, al thriller all'horror. Il filo conduttore della raccolta è la frase: «Abbiamo incontrato il nemico, e il nemico siamo noi».

## Elenco racconti
- Premessa: il fascino indiscreto del lato oscuro, di Alan D. Altieri
- I fratelli della costa, di Valerio Evangelisti
- Carne e pietra, di Claudia Salvatori
- Le vedove di Forest Lawn, di Roberto Barbolini
- Clem, di Carmen Iarrera
- Brown, di Lidia Parazzoli
- Qualcuno di troppo in famiglia, di Loriano Macchiavelli
- Le morti pulite, di Nicoletta Vallorani
- Dita nell'acqua, di Gianfranco Nerozzi
- Fotogrammi, di Barbara Garlaschelli
- Sed efficiente malum, di Giulio Leoni
- Arduino e i pellegrini, di Ben Pastor
- Tutto il resto è boia, di Sandrone Dazieri
- I lupi muoiono in silenzio, di Stefano Di Marino
- Sosta vietata, di Luca Crovi
- Paziente Zero, di Edoardo Rosati
- Tufanaltorab, di Danilo Arona
- Histoire d'A., di Giovanni Zucca
- DJ, di Raul Montanari

## Edizioni
- A.A.V.V., Anime nere (a cura di Alan D. Altieri), Mondadori ed., Piccola Biblioteca Oscar, 2007 – ISBN 978-88-04-56809-4

## Nota editoriale
Al primo volume ha fatto seguito una seconda antologia di racconti di analogo tenore, di nuovo scritti da autori italiani:
- A.A.V.V., Anime nere reloaded (a cura di Alan D. Altieri), Mondadori ed., Piccola Biblioteca Oscar, 2008, pag.491 - ISBN 8804578440

Gli autori del secondo volume sono: Astori, Bortolotti, Cacciatore, Cappi, Coata, Colitto, Colombo, Cotti, Cartoni, Forte, Genna, Grugni, Lama, Lippi, Lombardi, Maggi, Marcialis, Narciso, Tani, Teodorani, Vallarino, Zarini & Novelli.